# Serienstandsverbesserung
Serienstandsverbesserung ist ein Begriff aus der Automobilproduktion. Werden in einer Fahrzeugserie weniger schwerwiegende Probleme entdeckt und Verbesserungsmöglichkeiten geboten, so werden die Kraftfahrzeuge durch die Hersteller zur Serienstandsverbesserung in die Werkstatt gerufen.
Eine Serienstandsverbesserung ist also eine nicht zwingend erforderliche Rückrufaktion.